# L'Indomptable 2 : L'anti-drogue
Pour plus de détails, voir Fiche technique et Distribution.
L'Indomptable 2 : L'anti-drogue (Snake Eater II : The Drug Buster) est un film d'action canadien réalisé par George Erschbamer en 1989. Le film a été produit par John Dunning. Il a été écrit par Don Carmody et John Dunning. C'est la deuxième partie de la trilogie L'Indomptable (Snake Eater) qui fait suite à Snake Eater (1988), et qui précède Snake Eater III : His Law (1992). L'acteur principal, Lorenzo Lamas joue le rôle de Jack Kelly, un ex-marine, qui redresse les injustices de la ville. Il n'est pas seul dans cette aventure, Bamboula (Larry B. Scott), son fidèle acolyte est toujours proche. Le film met également en vedette Ron Palillo dans le rôle de Torchy. Le film a été tourné au Canada en langue anglaise sous le titre original Snake Eater II : The Drug Buster signifiant en anglais Mangeur de Serpent II : L'Anti Drogue. Il a été diffusé en octobre 1989 au MIFED (Mercato internazionale film e documentario) en Italie.

## Synopsis
Jack Kelly est dans un commando d'élite de « Snake Eater » des Marines des Forces spéciales United States Special Operations Forces) qui est entraînés pour des missions de recherche et de destruction au Vietnam.
De retour au pays, Jack Kelly devient officier de police. Il est surnommé "soldat" par ses collègues.
Jack Kelly contourne les lois en utilisant ses talents qu'il a appris dans les « Snake Eater » pour traquer les criminels qui ont tué ses parents et enlevés sa sœur.
La dernière personne que Jack Kelly sauve d'une prise d'otage porte plainte contre Jack Kelly.
Jack Kelly est suspendu de ses fonctions en attendant son procès. On ne nettoie pas n’importe comment la rue.
Au tribunal, Shapiro, son avocat le sauve de prison en demandant au juge l’expertise psychiatrique de Jack Kelly qui est emmené dans un asile de fou. Jack Kelly participe à un tournoi de chevalier sur le toit de l’asile, sa monture étant remplacée par une chaise roulante.
Le réseau de trafiquant de drogue de Franco qui est en rupture d’approvisionnement de lactose, vend la drogue contaminée avec de la mort aux rat qui tue les gens. Le taux de mortalité monte en flèche chez les consommateurs, non seulement les adultes, mais même les enfants et les jeunes innocents.
Une sœur de Bamboula est tuée par la drogue de Franco. Lucinda, une autre sœur de Bamboula travail pour Franco.
Jack Kelly s’échappe de l’asile par les conduits d'aération sans lequel il croise une voluptueuse femme et un livreur de pizza. Avec l'aide de Bamboula, un voyou en semi liberté à quelques jours de sa libération, l'indomptable essaie de libérer Lucinda des griffes de Franco et de mettre fin à cette drogue.
Jack Kelly va chez Franco où se trouve son laboratoire de drogue à raticide. Il jette la poudre blanche dans le système d’aération pour tuer Franco et ses complices qui se trouvent bloqués dans une salle de réunion.

## Fiche technique
- Titre original : Snake Eater II : The Drug Buster
- Titre français : L'Indomptable 2 : L'anti-drogue
- Réalisation : George Erschbamer (de)
- Scénario : Don Carmody, John Dunning et Michael Paseornek
- Musique : John Massari
- Producteur : John Dunning
- Cinématographie : Glen MacPherson (en)
- Pays d'origine :  Canada
- Langue : anglais
- Durée : 93 minutes
- Dates de sortie : 
  - Italie Il guerriero della strada : octobre 1989
  - Allemagne Snake Eater's Revenge : novembre 1990
  - Canada L'indomptable 2 : 25 janvier 1991
  - France L'indomptable 2 : l'anti-drogue : 1989
  - Royaume-Uni Snake Eater's Revenge : février 1991
  - États-Unis Snake Eater II : 11 avril 1991
  - Portugal Cobra Ataca de Novo : 9 aout 1991

## Distribution
Légende : V. Q. = Version québécoise
- Lorenzo Lamas (V. Q. : Alain Zouvi) : Jack Jonathan Kelly / Soldat, policier
- Michele Scarabelli (en) (V. Q. : Claudine Chatel) : le Docteur Pierce
- Larry B. Scott (V. Q. : Sébastien Dhavernas) : Bamboula (Speedboat)
- Harvey Atkin (V. Q. : Ronald France) : Sidney Glassberg
- Jack Blum (V. Q. : Hubert Gagnon) : Billy Ray
- Ron Palillo (V. Q. : Marc Bellier) : Torchy, policier ami de Kelly
- Sonya Biddle (V. Q. : Anne Caron) : Lucinda, la sœur de Bamboula
- Mark Brennan (en) (V. Q. : Gilbert Lachance) : Lieutenant Broderick
- Al Vandecruys (V. Q. : Pierre Auger)  : Salvatore Franco
- Wally Martin (V. Q. : Luc Durand) : Weasel
- Michael Scherer (en) (V. Q. : Victor Désy) : Goliath
- Kathleen Kinmont : Detective Lisa Forester, copine de Torchy
- Walter Massey : Judge Michael J. Vanburen
- Richard Jutras : Joey Garcia
- Perry Schneiderman : Shapiro, l’avocat
- Richard Jutras : Joey Garcia
- Richard Zeman : Trevor
- Maxine Guess : Nicky
- Sonny Forbes : Rollie
- Felicia Shulman : La voluptueuse femme
- Michael Sullivan : Max
- Andrew Moodie (en) : Desmond Lee
- Vittorio Rossi (en) : Bruno
- Sam Montesano : Le livreur de pizza
- Brian Dooley (en) : Le répartiteur (Dispatcher)
- Jean Frenette (sv) : Victor
- George Buza (en) : Rico
- Richard Niquette : Antonio
- Alexander Chapman (en) : Terrance
- Johnny Goar : Manny
- Luc Demers : Guido
- Robert Ozores : Torrez
- Roland Nincheri : Mobster
- Robert Austern : Roberto
- Tracy Biddle : L'infirmière
- Carl Alacchi : D.A.
- Éric Hoziel : Mob Boss
- Vincent Di Paolo : Mob Boss

## Lieux de tournage
Le film a été tourné à Montréal (Québec) et à Toronto (Ontario) au Canada.

## Suite
L'Indomptable 2 : L'anti-drogue (Snake Eater II: The Drug Buster) est la deuxième partie de la trilogie L'Indomptable (Snake Eater) qui fait suite à Snake Eater (film) (en) (1988), et qui précède Snake Eater III: His Law (en) (1992).